# 레고문명
레고문명(civil lego)은 서로 다른 레고 조각들을 모아 자신만의 세계를 만들듯 서로 다른 철학과 이데올로기·문화·정치체제·예술·종교를 구미에 맞게 레고처럼 한데 어울리게 조립해 재창조된다는 새로운 문명형태를 이른다.
'잘 노는(Play Well)'이란 뜻의 덴마크어 '레그 고트(leg godt)'의 줄임말인 레고(lego)는 장난감의 조립 단위를 마음대로 선택해 여러 가지 모양을 다양한 방식으로 만들 수 있는 게 특징이다.
프랑스의 문명비평가 자크 아탈리는 1999년에 펴낸 <21세기 사전>에서 앞으로 순수한 형태의 사상이나 문화는 점차 사라지고 다양한 사상과 문화가 레고 조립처럼 짜깁기되는 문명이 도래할 것이라고 전망하면서 사용했다. 아탈리는 문명은 딱딱하게 굳은 것이 아니라 끊임없이 변화하는 신축성을 지녔으며, 살아 있는 유기체처럼 서로 영향을 주고 받으면서 성장한다고 보았다. 그리고 이러한 상호교류는 지금까지와는 다른 모양의 문명을 탄생시키는 원동력으로 작용한다고 설명하고 있다. 또한 레고문명권의 사람들은 고정되지 않은 상태를 불안하게 여기는 게 아니라 쾌적하게 여기며, 서로의 독특한 개성세계를 인정하면서 돈독한 유대관계를 맺어 나가게 된다고 하였다.